# Ivanteevskij rajon
L'Ivanteevskij rajon (in russo Ивантеевский район?) è un rajon dell'Oblast' di Saratov, nella Russia europea. Istituito nel 1930, il suo capoluogo è Ivanteevka.